# Emelgem
Emelgem és un nucli de la ciutat d'Izegem a la província Flandes Occidental de Bèlgica.

## Història
La localitat és habitada des de la prehistòria. S'han trobat artefactes prehistòrics, romans i fràncics.
Al segle xvi, el poble sofreix de la revolució protestant dels iconoclastes. El 1566, l'església és arruïnada. El 1580 l'exèrcit de Guillem el Taciturn passà camí al setge del castell d'Ingelmunster. Quan el 1587 esclatà una nova epidèmia de la pesta el poble és gairebé totalment desert. Segueix una sèrie d'epidèmies i de guerres fins al 1794, quan tot el territori ha sigut annexionat a França fins a la creació del Regne Unit dels Països Baixos el 1815. El 1830 esdevingué belga i segueix, per a la primera vegada, un període de pau fins al 1914. La construcció del ferrocarril de Bruges a Kortrijk i l'excavació del canal Roeselare-Leie van contribuir al desenvolupament de la regió.
Fins a l'1 de gener 1965 era un municipi independent, tret un període curt de fusió temporània amb Izegem de 1942 a 1945 sota l'ocupació alemanya. El 1965 va fusionar definitivament amb la ciutat d'Izegem. Tenia una superfície de 5,44 km² i tenia 5.049 habitants.

## Geografia
El poble es troba al canal Roeselare-Leie i al riu Mandel, que hi torna a sorgir en ésser soterrat des de Roeselare. Fins als anys 1960 era un poble rural del qual l'activitat més important era l'agricultura o la indústria de les sabates i dels raspalls a la ciutat veïna. A poc a poc va esdevenir un poble residencial per als emigrants d'Izegem.

## Llocs d'interès
- L'església de Sant Pere del segle xviii (monument catalogat).
- Els senders per a vianants lents al Mandel i al Canal Roeselare-Leie

## Evolució de la població
| Any       | 1806 | 1816 | 1830 | 1846 | 1856 | 1866 | 1876 | 1880 | 1890 |
| --------- | ---- | ---- | ---- | ---- | ---- | ---- | ---- | ---- | ---- |
| Habitants | 1591 | 1689 | 1806 | 1932 | 1647 | 1776 | 1924 | 1853 | 2073 |

| Any       | 1900 | 1910 | 1920 | 1930 | 1947 | 1961 |
| --------- | ---- | ---- | ---- | ---- | ---- | ---- |
| Habitants | 2460 | 3131 | 3124 | 3390 | 4129 | 4729 |